# Aspes
Aspes fou una empresa italiana fabricant de motocicletes, especialment de fora d'asfalt, que tingué activitat entre el 1961 i el 1982. L'empresa tenia la seu central a Gallarate, Llombardia.

## Història

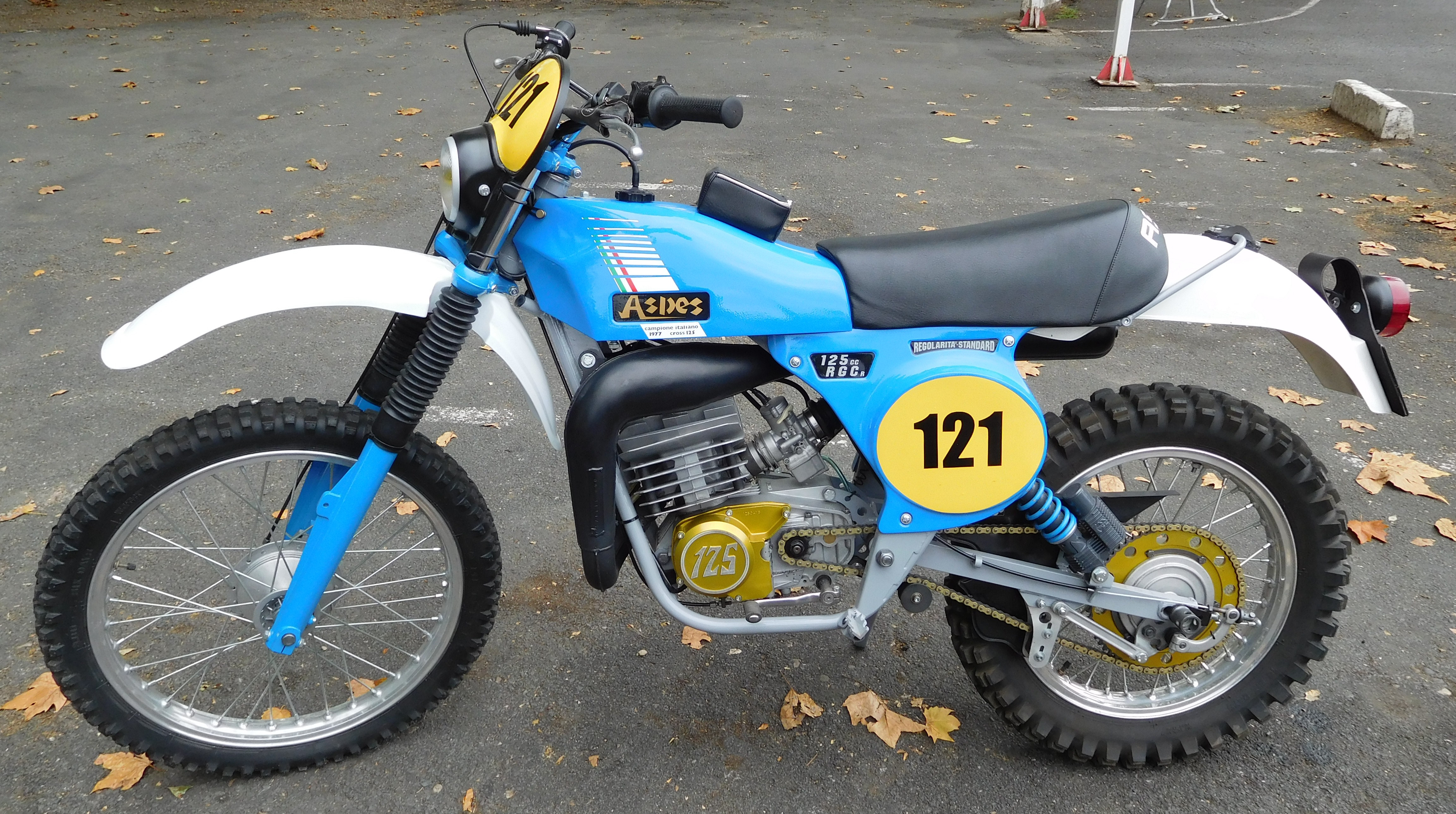
Una Aspes Hopi 125 RGCr d'enduro de 1977

El nom de la marca, "Aspes", prové del cognom de la dona del fundador (Aspesi). Els diversos models Aspes solien tenir el nom d'ètnies ameríndies (Navaho, Cheyenne, Hopi, etc.)
Al començament, Aspes va produir principalment ciclomotors i motocicletes de competició de 50 cc, entre elles la Navaho, i va tenir un èxit especial a finals de la dècada del 1960 a França per mitjà del fabricant BPS, que hi importava i comercialitzava els models italians sota la seva marca. Una de les gammes més reeixides d'Aspes va ser la de l'Hopi RGC 125, equipada amb motors molt "punxeguts" (fins i tot massa, segons alguns crítics que van acusar aquesta moto d'estar reservada als pilots experimentats), amb 22 CV per a la versió d'enduro, equipada amb un carburador Dellorto de 30 mm. La versió de motocròs lliurava 24 CV i duia un carburador de la mateixa marca de 34 mm (el canvi s'explica per la poca necessitat de flexibilitat amb aquest tipus de carburador en una moto de motocròs). La gamma d'enduro de l'Hopi 125 s'oferia del 1976 al 1978 en dues versions: la blava, amb xassís d'acer i llandes d'acer cromat, i la carbassa, més esportiva, amb xassís de crom-molibdè, llandes Akront i forquilla d'aliatge de magnesi.
Aspes va desenvolupar també una motocicleta de carretera, la Yuma 125, disponible també en versió de competició per a curses de velocitat tipus "criterium". La Yuma es va comercialitzar a França, importada per BPS, amb el nom de Juma. Se'n va arribar a crear una versió de 250 cc, però només se'n van produir tres exemplars.

## Competició
Aspes aconseguí nombrosos èxits en competicions de motocròs i enduro, tant a Itàlia com a França i altres països europeus. Felice Agostini, germà de Giacomo, va guanyar un Campionat d'Itàlia de motocròs en categories juvenils i més tard es va convertir en un dels provadors dels nous models de 125 cc. El campió més reeixit d'Aspes en competicions de motocròs de 125cc va ser Corrado Maddii, qui va guanyar un campionat d'Itàlia júnior el 1977 i obtingué bones classificacions al campionat del món amb l'Aspes 125 Hopi CRC, així com Dario Nani i Antoine Fratini amb el mateix model.